# Jimmy Burns
Jimmy Burns (Madrid, 1953) is een Britse journalist en publicist.
Burns die niet ver van het stadion van Real Madrid werd geboren, werkte als journalist bij Yorkshire Television, de BBC, de Financial Times en The Observer. Bovendien is hij auteur van diverse (sport)boeken en levert hij regelmatig een bijdrage aan het literaire voetbaltijdschrift Hard gras.
Wellicht zijn bekendste boek is de biografie over voetbalster Diego Maradona, die in 1996 in Engeland werd uitgegeven en in 1997 in Nederland.

## Boeken
- 1987 - The Land That Lost Its Heroes: How Argentina Lost the Falklands War
- 1989 - Beyond The Silver River: South American Encounters
- 1993 - Spain: A Literary Companion
- 1997 - The Hand of God: The Life of Diego Maradona (in Nederland uitgebracht onder de titel: De hand van God: het leven van Diego Maradona)
- 1999 - Barça: A People's Passion (in Nederland uitgebracht onder de titel: Barça: de passie van een volk)
- 2004 - When Beckham went to Spain: Power, Stardom & Real Madrid